# Bassaniodes egenus
Bassaniodes egenus is een spinnensoort uit de familie van de krabspinnen (Thomisidae).
De wetenschappelijke naam van de soort werd in 1886 als Xysticus egenus gepubliceerd door Eugène Simon.